# Kornelis van der Vlis
Kornelis Jan van der Vlis (Vlaardingen, 10 april 1907 - niet bekend) was een Nederlands burgemeester in oorlogstijd. Op 1 februari 1942 werd hij namens de NSB benoemd tot burgemeester van Hennaarderadeel. Twee jaar later werd hij op 25 april 1944 geïnstalleerd als burgemeester van Franeker. In de periode van 20 september 1944 tot 24 februari 1945 trad Van Der Vlis eveneens op als waarnemend burgemeester van het Bildt.
In 1945 werd Van Der Vlis opgevolgd door Jan Dijkstra als burgemeester van Franeker. Op 2 oktober 1946 werd hij door het tribunaal te Harlingen veroordeeld tot 4 jaar internering en werd hem het recht ontzegd ooit nog een openbaar ambt uit te oefenen.
Kornelis van der Vlis was de vader van voormalig Chef-Defensiestaf Arie van der Vlis en de grootvader van Tristan van der Vlis, de dader van de schietpartij in Alphen aan den Rijn in 2011.